# Bustunnel

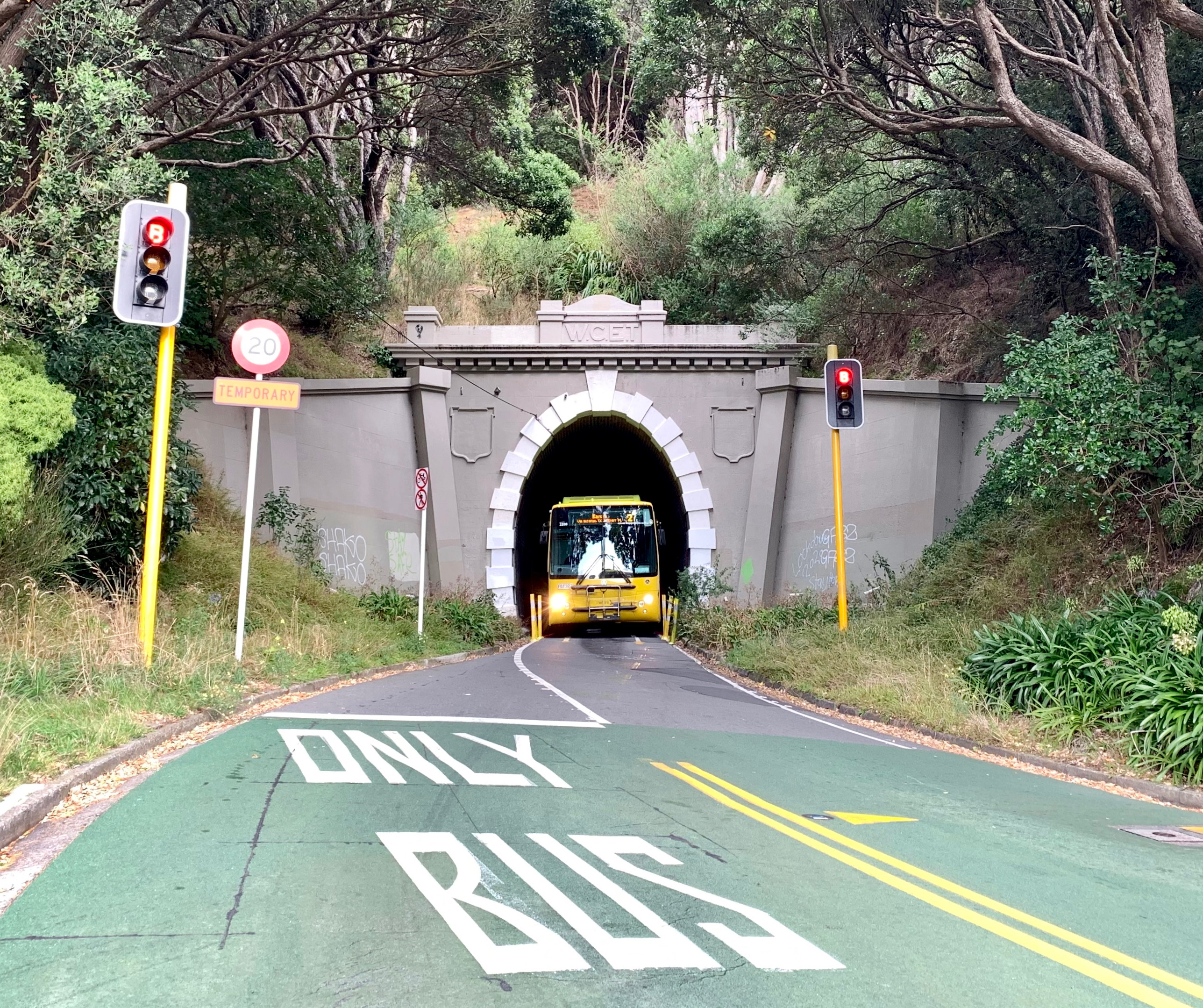
Bustunnel

Een bustunnel is een tunnel waar alleen bussen en/of taxi's doorheen mogen. Hij wordt vaak afgesloten met een bedienbare paal, of een slagboom. Deze kunnen bediend worden met een pasje, code, sleutel, KAR of VETAG.
Een lange bustunnel is bijvoorbeeld die van de Zuidtangent tussen De Hoek en Schiphol-centrum. Ook de Schipholtunnel bevat een tunnelbuis voor de Zuidtangent en de bussen tussen Schiphol-Centrum en Schiphol-Noord. 